# Особлива вища поліція Японської імперії

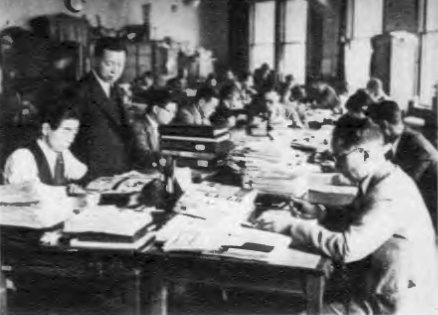
Секція цензури Спеціального вищого бюро поліції Токійської столичної поліції.

Особлива вища поліція Японської імперії (яп. 特別高等警察), часто також можна зустріти в історичних джерелах за скороченою назвою як «Токко» (яп. 特高), це була японська поліційна організація яка діяла з 1911 по 1945 рік в Японській імперії. Вона була створена при Міністерстві внутрішніх справ Японської імперії з метою виконання «вищої поліційної діяльності», а також проведення внутрішніх кримінальних розслідувань та контролю над політичними групами та ідеологіями, які вважалися загрозою громадському порядку в Японській імперії. Ця поліційна організація була як цивільний аналог військової поліції в імператорській армії Японської імперії відомої як «Кемпейтай», та військової поліції в імператорському флоту Японської імперії відомому як «Токкейтай». До функції «Токко» належало кримінальне розслідування та контррозвідка. Особлива вища поліція Японської імперії також був відомий під різними прізвиськами, серед яких були й такі як Поліція миру (яп. 治安警察) та Поліція думок (яп. 思想警察).

## Історія

### Створення
Інцидент із державною зрадою 1910 року який трапився в Японській імперії став поштовхом для створення «особливої вищої поліції» Японської імперії також відомої як «Токко» під егідою Міністерства внутрішніх справ Японської імперії. З закінченням російської революції та заворушеннями в Японській імперії викликані через рисові бунти 1918 року, а також збільшенням страйків і робочих хвилювань з боку робітничого руху, та повстанням в окупованій Кореї, призвело до того що «Токко» значно розширилося під керівництвом Хара Такасі та наступних прем'єр-міністрів Японської імперії. В майбутньому організацію «Токко» було звинувачено у придушенні «небезпечних думок», які можуть загрожувати державі. В першу чергу вони спрямовували свою діяльність на ідеологію яку вони вважали загрозливою, серед цих ідеологій були: анархізм, комунізм, соціалізм та наростаючи кількістю іноземного населення в Японській імперії, але його масштаби поступово розширювалися до релігійних груп, в тому числі й пацифістів, студентських активістів, лібералів та ультраправих.

### Розширення
Після ухвалення в Японській імперії «Закону про збереження миру» 1925 року, влада «особливої вищої поліції» або «Токко» була значно розширена. Також в кожній префектурі Японської імперії з'явились філії «Токко», та в кожному великому місті та закордонних місцях з великою чисельністю японського населення (включаючи Шанхай, Лондон і Берлін). Наприкінці 1920-х і в 1930-х роках «Токко» розпочала тривалу кампанію зі знищення Комуністичної партії Японії з кількома хвилями масових арештів відомих її членів, прихильників і підозрюваних у причетності до (інцидент 15 березня).
«Особлива вища поліція» Японської імперії складався з шести відділів (спеціальна поліційна робота, зовнішній нагляд, корейці в Японії, трудові відносини, цензура, арбітраж). У 1927 році до Бюро кримінальних справ було додано під бюро, «Відділ думки», який займався вивченням та придушенням підривних ідеологій в середині Японської імперії. Особлива вища поліція Японської імперії використовували як офіцерів у формі, так і без неї, а також велику мережу інформаторів. Ці інформатори часто були японськими офіцерами під прикриттям, які проникали в підозрілі організації та діяли як «агенти-провокатори», або добровільними інформаторами з асоціацій району «Тонарігумі». Контршпигунська діяльність також включала моніторинг зовнішнього телефонного та радіозв’язку всередині або за межами Японської імперії та прилеглих до неї територій.
До 1936 року Особлива вища поліція Японської імперії заарештувало близько 59 013 осіб, з них біля 5000 було притягнуто до суду, і близько половини з них отримали тюремне ув'язнення.

### Скасування
Особлива вища поліція Японської імперії була скасована в жовтні 1945 року союзницькою окупаційною владою, яка взяла контроль над Японською імперією згідно з Положенням про скасування обмежень на політичні, громадянські та релігійні свободи. Це безпосередньо призвело до відставки принца Нарухіко Хігасікуні з поста прем'єр-міністра Японської імперії.

## Головні агенти та посадові особи
- Генкі Абе [2]

## Відомі випадки, пов’язані з "Токко"
- Розслідування шпигунського кола Зорге.[3]
- Смерть через тортури хоккайдського письменника Такідзі Кобаясі

## Подальше читання
- Elise K. Tipton (8 травня 2014). Japanese Police State: Tokko in Interwar Japan. Bloomsbury Academic.